# ISO 14000
Die Umweltnormreihe ISO 14000 ff bezieht sich auf die mit Produktionsprozessen und Dienstleistungen verbundenen Fragen des Umweltmanagements. Hierunter sind die Identifikation und Kontrolle der Auswirkungen auf die Umwelt, die Verbesserung der Umweltverträglichkeit sowie die Systematik der Umweltzielsetzung zu verstehen. Es wird hierzu kein Stufensystem vorgegeben, sondern ein ganzheitliches und strategisches Rahmenwerk angestrebt, ein Umweltmanagementsystem, Environment Management System. Die Norm ist im Zusammenhang mit der ISO 9000 und der ISO 26000 zu verstehen und ist anwendbar für jegliche Organisation und Wirtschaftsunternehmen.

## ISO 14000 ff Einzelheiten
Die Umweltnorm wird wie folgt gegliedert:
- ISO 14000 Grundlagen des Umweltmanagements
- ISO 14001 Zertifizierungs-Norm und Benutzungsanleitung
- ISO 14010 Richtlinien für die Auditierung
- ISO 14011 Auditverfahren
- ISO 14012 Qualifizierung der Auditoren
- ISO 14013–ISO 14015 Auditverfahren
- ISO 14020–14025 Umweltkennzeichnungen und -deklarationen
- ISO 14031–ISO 14032 Messverfahren
- ISO 14040 und ISO 14044 Ökobilanz / Lebenszyklusanalysen
- ISO 14050 Umweltmanagement, Begriffe
- ISO 14060 Bezug zu Produkten
- ISO 19011 Leitfaden für Audits von Qualitätsmanagement-und/oder Umweltmanagementsystemen (ersetzt ISO 14010-14012)

## Bezug zur Praxis
Was auch immer eine Organisation bewegt, immer ist die Notwendigkeit eines Umweltmanagementsystems (EMS) gegeben. Dieses soll eine gemeinsame Grundlage für Organisationen und deren Kunden sowie Teilhaber bilden.
Die Norm soll eine große Bandbreite von Organisationen in die Pflicht nehmen und zu einem Prozess der andauernden Verbesserung bewegen. Dadurch soll Mitarbeitern deutlich werden, dass sie für eine umweltverträgliche Organisation arbeiten.

## Geschichte der Umweltnorm
Die ISO 14000 ff entstand bei den GATT-Verhandlungen in der Uruguay-Runde anlässlich des Rio-Gipfels 1992, woraus auch die Agenda 21 resultierte. Dort wurde eine verbindliche Übereinkunft zu Umweltfragen erzielt.